# Les Dimanches de permission
Pour plus de détails, voir Fiche technique et Distribution.
Les Dimanches de permission (E pericoloso sporgersi) est une comédie de mœurs franco-roumaine sortie en 1993 et réalisée par Nae Caranfil.
Présenté à Cannes à la Quinzaine des réalisateurs, Les Dimanches de permission est le premier long métrage de Nae Caranfil.

## Synopsis
Le film est composé de trois parties qui racontent la même histoire du point de vue de trois personnes différentes : une écolière, un acteur de théâtre et un soldat. Le film se déroule dans une ville de province roumaine au début des années 1980. Les destins de ces trois personnes se rencontrent, changeant les idées de chacun sur la carrière, la politique et l'amour.

## Fiche technique
- Titre français : Les Dimanches de permission[2]
- Titre original : E pericoloso sporgersi[3]
- Réalisateur : Nae Caranfil
- Scénario : Nae Caranfil
- Photographie : Cristian Comeaga
- Montage : Victorița Nae
- Musique : Anton Șuteu (ro)
- Décors : Gloria Papură
- Production : Mihai Stavila, Mihai Lazar, Ion Necula, François Fries, Jean-Martial Lefranc
- Société de production : Filmex, Compagnie des Images
- Pays de production :  Roumanie -  France
- Langue de tournage : roumain
- Format : Couleur
- Genre : Comédie de mœurs
- Durée : 104 minutes
- Date de sortie :	
  - France : mai 1993 (Festival de Cannes 1993)[4] ; 2 novembre 1994 (sortie nationale)

## Distribution
- Nathalie Bonnifay : Cristina Burlacu
- George Alexandru (ro) : Dinu Staroste
- Marius Stănescu (ro) : Horatiu
- Valentin Teodosiu (ro) : Jean
- Florin Călinescu (ro) : Lieutenant Grecea
- Liviu Topuzu : Minzatu
- Marius Florea Vizante (ro) : Vizante
- Marcela Motoc : Anemarie
- Camelia Zorlescu (ro) : la professeure de physique
- Rada Istrate (ro) : la professeure de roumain

## Accueil public
Le film enregistre 77 621 entrées dans les cinémas roumains, selon un rapport sur le nombre de spectateurs enregistrés par les films roumains depuis la date de sa première jusqu'au 31 décembre 2014, compilé par le Centrul Național al Cinematografiei (ro).